# N137 (België)
De N137 is een korte gewestweg in de Belgische provincie Antwerpen en verbindt de N12 in Ravels met de N118 in Eel. De totale lengte van de N137 bedraagt ongeveer 2 kilometer.

## Plaatsen langs de N137
- Ravels
- Eel